# Kees Kwakman
Kees Kwakman (* 10. Juni 1983 in Purmerend, Nordholland) ist ein ehemaliger niederländischer Fußballspieler.

## Karriere
Kees Kwakman begann seine Karriere beim RKAV Volendam. Sein Profidebüt gab er jedoch beim FC Volendam, dem größten Verein in der Stadt Volendam, in der Eerste Divisie im Spiel gegen den SC Cambuur-Leeuwarden. Nach drei Spielzeiten beim Verein aus Nordholland wechselte Kwakman ablösefrei zu RBC Roosendaal. Nachdem der Mittelfeldspieler bei RBC durch starke Leistungen auffiel, wechselte er in die Eredivisie zu NAC Breda. 
Im Sommer 2010 wurde der deutsche Zweitligist FC Augsburg mit seinem niederländischen Trainer Jos Luhukay auf ihn aufmerksam. Kurz vor dem Ende der Wechselfrist holte der FCA Kwakman, um Probleme im Mittelfeld zu beheben, nachdem sich Lukas Sinkiewicz verletzt hatte und Goran Šukalo zum MSV Duisburg wechselte. Sein Debüt für die Mannschaft aus Bayerisch-Schwaben gab er gegen den VfL Bochum am dritten Spieltag der 2. Bundesliga. Mit dem FC Augsburg stieg Kwakman am Ende der Saison in die Bundesliga auf.
Zur Saison 2011/12 wechselte Kwakmann zurück in die Niederlande und heuerte beim FC Groningen an, wo er einen Zweijahresvertrag unterschrieb. Danach wechselte er über NAC Breda und Bidvest Wits 2015 zum FC Volendam. Dort beendete er 2018 seine aktive Laufbahn.